# Писаревка (Алтайский край)
Писаревка — исчезнувшее село в Ключевском районе Алтайского края. Входило в состав Новополтавкого сельсовета. Упразднено в 1950-е годы г.

## География
Располагалось в 6 км к северо-востоку от села Новополтава.

## История
Основано в 1909 г. В 1928 г. посёлок Писаревка состоял из 34 хозяйств, основное население — украинцы. В составе Ульяновского сельсовета Ключевского района Славгородского округа Сибирского края.

## Население[1]
| год     | 1928 | 1939 |
| ------- | ---- | ---- |
| человек | 158  | 155  |